# Alexander zu Dohna-Schlobitten
Ne doit pas être confondu avec Alexander zu Dohna-Schlobitten (1899-1997).
Alexander zu Dohna-Schlobitten, comte de Dohna, né en 1661, mort en 1728, feld-maréchal de Prusse, premier ministre d'État de Frédéric Ier de Prusse et Frédéric-Guillaume Ier de Prusse : il avait été gouverneur de ce dernier.